# 5 км (зупинний пункт, Луганська дирекція Донецької залізниці)
5 кіломе́тр — залізничний пасажирський зупинний пункт Луганської дирекції Донецької залізниці.
Розташований на півночі міста Антрацит, Антрацитівська міська рада, Луганської області (селище шахт 3-4) на лінії Щотове — Антрацит між станціями Щотове (5 км) та Карахаш (2 км).
Через військову агресію Росії на сході України транспортне сполучення припинене.